# Sociedade Italiana de Economia, Demografia e Estatística
A Sociedade Italiana de Economia, Demografia e Estatística (SIEDS) é uma instituição cultural, científica e apolítica que têm por finalidade contribuir ao desenvolvimento dos estudos económicos, demográficos e estatísticos, e ao estabelecimento de formas ativas de cooperação entre profissionais das disciplinas mencionadas e de semelhantes materias fazendo parte das ciências sociais e do comportamento humano.